# Oberea schaumii
Oberea schaumii là một loài bọ cánh cứng trong họ Cerambycidae.